# Crocallis depuncta
Crocallis depuncta là một loài bướm đêm trong họ Geometridae.